# Armorial des communes de l'Aube
- il reste des blasons à dessiner dans cet armorial.

Cette page donne les armoiries (figures et blasonnements) des communes de l'Aube.

(2 dessin(s) en attente. OS)
- Haut – A
- B
- C
- D
- E
- F
- G
- H
- I
- J
- K
- L
- M
- N
- O
- P
- Q
- R
- S
- T
- U
- V
- W
- X
- Y
- Z

## A
| Blason de Ailleville | Blason  | Tiercé en pairle renversé : au 1er de sinople à une grappe de raisin de pourpre tigée et feuillée d'or, au 2e de gueules à deux sabres d'argent passés en sautoir, au 3e d'argent à trois fasces ondées d'azur et à une tête de cheval coupée de tenné, allumée d'argent et bridée de gueules brochante. |
| Blason de Ailleville | Détails | Adopté le 1er juin 2023. Auteur(s)J-F Binon. |

| Blason de Aix-en-Othe | Blason  | D'azur à la bande d'argent accostée de deux cotices potencées et contre-potencées d'or, à la bordure burelée ondée d'argent, au chef d'or chargé d'une aigle bicéphale de sable |
| Blason de Aix-en-Othe | Détails | Le statut officiel du blason reste à déterminer. |

| Blason de Arcis-sur-Aube | Blason  | D'azur aux six besants d'argent, au chef d'or et à la bordure de gueules. |
| Blason de Arcis-sur-Aube | Détails | Le statut officiel du blason reste à déterminer.                          |

| Blason de Arrembécourt | Blason  | D'azur au compas d'or ouvert en chevron accompagné de trois quintefeuilles boutonnées du même, au chef d'or chargé d'un arbre de sinople futé de tenné et accosté de deux gerbes de blé de sinople, celle de dextre posée en bande et celle de senestre posée en barre. |
| Blason de Arrembécourt | Détails | Le statut officiel du blason reste à déterminer. |

| Blason de Arrentières | Blason  | Tranché : au 1er d'argent au pampre de vigne de sinople fruité de gueules, au 2e d'azur à la gerbe de blé d'or, au chef ondé de sinople brochant sur le tranché chargé d'un demi-vol d'or accosté de deux tours d'argent ouvertes de sinople et maçonnées de sable. |
| Blason de Arrentières | Détails | Le statut officiel du blason reste à déterminer. |

| Blason de Arsonval | Blason  | Tranché : au 1er d'or à une grappe de raisin d'azur, tigée et feuillée de sinople, au 2d de gueules à une étoile de huit rais d'or, à une épée d'argent posée en bande brochant sur la partition ; au chef parti, au 1er d'azur à trois fleurs de lys d'or, au 2d d'azur à la bande d'argent côtoyée de deux doubles cotices potencées et contre-potencées d'or. |
| Blason de Arsonval | Détails | Le statut officiel du blason reste à déterminer. |

| Blason de Assencières | Blason  | Parti mi coupé à dextre : au 1 d'azur à trois morailles d'or rangées en pal, au 2 d'argent à la croix ancrée de gueules, au 3 de gueules à une gerbe de blé d'or surmontée d'une clé d'argent posée en fasce |
| Blason de Assencières | Détails | Site de la Communauté de Communes Forêts, Lacs, Terres en Champagne, 2013 Auteur(s)J-F Binon. |

| Blason de Auxon | Blason  | D'azur à l'aigle d'or, au chef cousu de gueules semé de billettes d'or. |
| Blason de Auxon | Détails | Site Internet de la commune, 2012.                                      |

| Blason de Avant-lès-Ramerupt | Blason  | D'azur à la champagne triangulaire d'or chargée d'une fleur de lis d'azur, l'azur chargé à dextre d'une bande d'argent côtoyée de deux doubles cotices potencées et contre-potencées d'or et à senestre d'une barre d'argent côtoyée de deux doubles cotices potencées et contre-potencées d'or, toutes deux mouvant du sommet de la champagne et accompagnées en chef de trois épis de blé empoignés d'or et en flancs de deux fleurs de lis du même, au chef élargi de gueules diapré d'or. |
| Blason de Avant-lès-Ramerupt | Détails | Site Internet de la commune, 2021. |

Pas d'information pour les communes suivantes : Allibaudières, Amance (Aube), Arconville, Argançon, Arrelles, Assenay, Aubeterre, Aulnay (Aube), Avant-lès-Marcilly, Avirey-Lingey, Avon-la-Pèze, Avreuil
- Haut – A
- B
- C
- D
- E
- F
- G
- H
- I
- J
- K
- L
- M
- N
- O
- P
- Q
- R
- S
- T
- U
- V
- W
- X
- Y
- Z

## B
| Blason de Bailly-le-Franc | Blason  | Parti : au 1er d'or à l'épée franque renversée d'azur et garnie de gueules, au 2e de gueules au coq d'argent crêté, barbé, becqué et membré d'or, le tout sommé d'un chef d'azur à une bande d'argent côtoyée de deux doubles cotices potencées et contre-potencées d'or. |
| Blason de Bailly-le-Franc | Détails | L'épée franque évoque le nom de la commune, le coq est repris des armes de la famille de L'Hôpital, le chef est aux armes de la Champagne. adoptée le 1er février 2016. Auteur(s)J-F Binon.                                                                               |

| Blason de Bar-sur-Aube | Blason  | Parti : au 1er de gueules à un bar d'argent, au 2e d'azur à la bande d'argent accostée de deux cotices potencées et contre-potencées d'or, au chef d'azur chargé de trois abeilles volant d'or. |
| Blason de Bar-sur-Aube | Détails | Armes parlantes. Le statut officiel du blason reste à déterminer. |

| Blason de Bar-sur-Seine | Blason  | Parti : au 1er de gueules à deux bars adossés d'argent, au 2e d'azur à la bande d'argent accostée de deux cotices potencées et contre-potencées d'or. |
| Blason de Bar-sur-Seine | Détails | Armes parlantes. Le statut officiel du blason reste à déterminer.                                                                                     |

| Blason de Baroville | Blason  | De sable à la bande échiquetée d'argent et de gueules de deux tires, au chef cousu de sinople, à la crosse d'or brochant sur le chef et sur laquelle broche la bande, accostée en chef de deux grappes de raisin du même tigées et feuillées d'argent. |
| Blason de Baroville | Détails | Le statut officiel du blason reste à déterminer. |

| Blason de Bayel | Blason  | De sable à la crosse d'or, à la bande échiquetée d'argent et de gueules de deux tires brochant sur la crosse, accompagnée de deux fleurs de lys aussi d'or, à l'écusson cousu d'azur à la coupe de verrerie d'argent brochant en abîme sur le tout. |
| Blason de Bayel | Détails | Le statut officiel du blason reste à déterminer. |

| Blason de Bernon | Blason  | De gueules au chevron d'argent accompagné de trois lionceaux d'or, les deux du chef affrontés, au chef cousu d'azur chargé de deux châteaux d'argent hersés de sable et ouverts du champ, de deux tours couvertes aussi d'argent ajourées de sable. |
| Blason de Bernon | Détails | Le statut officiel du blason reste à déterminer. |

| Blason de Bérulle | Blason  | De gueules au chevron d'or accompagné de trois molettes d'éperon du même. |
| Blason de Bérulle | Détails | Le statut officiel du blason reste à déterminer.                          |

| Blason de Les Bordes-Aumont | Blason  | Parti : au 1er d'azur à la bande d’argent côtoyée de deux doubles cotices potencées et contre-potencées d'or, au 2e de gueules au chevron d'argent accompagné de sept merlettes du même, quatre rangées en chef, trois en pointe mal ordonnées, au chef d'or chargé de trois feuilles de chêne de sinople accompagnées chacune de deux glands du même. |
| Blason de Les Bordes-Aumont | Détails | Le statut officiel du blason reste à déterminer. |

| Blason de Bouilly (Aube) | Blason  | De gueules à une tour crénelée d’argent ouverte et ajourée du champ posée sur un tertre du même mouvant de la pointe, au chef d’or chargé de trois anilles de sable |
| Blason de Bouilly (Aube) | Détails | C'est en 1957 que le préfet de l’Aube propose à chaque commune de faire réaliser un blason par Robert Louis, artiste héraldique. Celui-ci propose pour Bouilly de symboliser le château de Montaigu par une tour et les trois moulins à vent des Essarts par trois fers de meule. Adopté le 5 avril 1957. |

| Blason de Bouranton | Blason  | D'azur au chevron d'or accompagné en pointe de deux clefs du même passées en sautoir, au chef ondé d'argent chargé d'une corbeille de sinople accostée de deux grappes du même. |
| Blason de Bouranton | Détails | Le statut officiel du blason reste à déterminer. |

| Blason de Bourguignons | Blason  | D'azur au pont de trois arches d'argent maçonné de sable posé sur une jumelle du même, surmonté de trois épis de blé tigés et feuillés d'or rangés en fasce, celui de dextre posé en bande, celui du milieu en pal et celui de senestre en barre, au chef du même chargé d'une aigle bicéphale de sable. |
| Blason de Bourguignons | Détails | Le statut officiel du blason reste à déterminer. |

| Blason de Bouy-sur-Orvin | Blason  | Tiercé en pairle renversé: au 1) de gueules à deux ciseaux de sculpteurs d'argent, emmanchés d'or et passés en sautoir les lames vers la pointe, au 2) d'or à un ours assis de tenné, au 3) de sinople à la fasce ondée d'argent chargée d'une fasce ondée d'azur accompagnée en chef de sept épis de blés d'or posés en éventail et liés de gueules. |
| Blason de Bouy-sur-Orvin | Détails | Adopté le 14 mars 2024. Auteur(s)J-F Binon. |

| Blason de Bouy-Luxembourg | Blason  | D'azur à la bande d'argent côtoyée de deux doubles cotices potencées et contre-potencées d'or, à la bordure du même, à l'écusson d'argent au lion à la queue fourchée de gueules, armé, lampassé et couronné aussi d'or, brochant en abîme sur le tout. |
| Blason de Bouy-Luxembourg | Détails | Le statut officiel du blason reste à déterminer. |

| Blason de Bragelogne-Beauvoir | Blason  | De gueules à la fasce d'argent accompagnée en chef d'une grappe de raisin et en pointe d'une coquille, à une faux et une clef passées en sautoir brochant, le tout d'or ; sur le tout de sable au lion d'argent, armé et lampassé de gueules. |
| Blason de Bragelogne-Beauvoir | Détails | Blason sur l'application IntraMuros, 2022. |

| Blason de Braux | Blason  | D’azur à la crosse d’or à dextre et à la clé contournée à double panneton du même à senestre. |
| Blason de Braux | Détails | Le statut officiel du blason reste à déterminer.                                              |

| Blason de Bréviandes | Blason  | D'azur à la barre d'argent côtoyée de deux doubles cotices potencées et contre-potencées d'or, au chef aussi d'azur ondé aussi d'argent chargé de trois roues de moulin aussi d'or. |
| Blason de Bréviandes | Détails | Le statut officiel du blason reste à déterminer. |

| Blason de Briel-sur-Barse | Blason  | Parti de gueules et de sinople, à la bande ondée d'azur brochant et accompagnée en chef d'un lion de sable chargeant le sinople et en pointe d'une croix tréflée d'or chargeant le gueules. |
| Blason de Briel-sur-Barse | Détails | * Il y a là non-respect de la règle de contrariété des couleurs : ces armes sont fautives. Le statut officiel du blason reste à déterminer.                                                 |

| Blason de Brienne-le-Château | Blason  | D'azur semé de billettes d'or, au lion du même brochant sur le tout. |
| Blason de Brienne-le-Château | Détails | Le statut officiel du blason reste à déterminer.                     |

| Blason de Bucey-en-Othe | Blason  | D'azur au château de trois tours d'or, celle du milieu ouverte, ajourée et essorée en croupe de sable, les deux des flancs ajourées et couvertes du même, le corps de l'édifice essoré aussi de sable, accompagné de trois croisettes tréflées au pied de trois pointes d'argent. |
| Blason de Bucey-en-Othe | Détails | Le statut officiel du blason reste à déterminer. |

| Blason de Buchères | Blason  | D'azur au mémorial du lieu d'or, senestré d'azur à la bande d'argent côtoyée de deux doubles cotices potencées et contre-potencées d'or, le tout sur une champagne de gueules chargée au centre de quatre vergettes cousues de sinople et à la croix de guerre d'or brochant sur les deux du milieu. |
| Blason de Buchères | Détails | Adopté . |

| Blason de Buxeuil | Blason  | De gueules à la bande d'argent accostée de deux cotices potencées et contre-potencées du même. |
| Blason de Buxeuil | Détails | Le statut officiel du blason reste à déterminer.                                               |

Pas d'information pour les communes suivantes : Bagneux-la-Fosse, Balignicourt, Balnot-la-Grange, Balnot-sur-Laignes, Barberey-Saint-Sulpice, Barbuise, Bercenay-en-Othe, Bercenay-le-Hayer, Bergères, Bertignolles, Bessy, Bétignicourt, Beurey, Blaincourt-sur-Aube, Blignicourt, Bligny (Aube), Bossancourt, Boulages, Bourdenay, Brévonnes, Brienne-la-Vieille, Brillecourt, Buxières-sur-Arce
- Haut – A
- B
- C
- D
- E
- F
- G
- H
- I
- J
- K
- L
- M
- N
- O
- P
- Q
- R
- S
- T
- U
- V
- W
- X
- Y
- Z

## C
| Blason de Celles-sur-Ource | Blason  | D'or à la double cotice potencée contre-potencée haussée d'azur, l'intervalle rempli d'argent, accompagnée en chef d'une grappe de raisin de gueules feuillée de sinople et en pointe de trois têtes de Maures de sable tortillées d'argent. |
| Blason de Celles-sur-Ource | Détails | Le statut officiel du blason reste à déterminer. |

| Blason de Chamoy | Blason  | Parti : au 1er de gueules au lavoir d'argent essoré de sable, ouvert de deux arches d'argent et posé sur une rivière du même, au 2e d'azur à trois épis de blé tigés et feuillés d'or. |
| Blason de Chamoy | Détails | Le statut officiel du blason reste à déterminer. |

| Blason de Chaource | Blason  | D'or à un ours de sable, au chef d'azur chargé de deux chats affrontés d'argent, celui à dextre se léchant la patte gauche, celui à senestre se léchant la patte droite. |
| Blason de Chaource | Détails | Armes parlantes. Le statut officiel du blason reste à déterminer. |

| Blason de Chalette-sur-Voire | Blason  | Coupé ondé mi-parti en chef : au 1 de sinople à deux cruches affrontées d'or, au 2 d'argent à une rose des jardins de gueules tigée et feuillée de sinople, au 3 d'azur à la bande d'argent côtoyée de deux jumelles d'or, potencées et contre-potencées intérieurement, le tout côtoyé de deux épis de blé du même. |
| Blason de Chalette-sur-Voire | Détails | Site de l'Annuaire des Collectivités, 2025. Auteur(s)J.-F. Binon |

| Blason de Chapelle-Saint-Luc (La) | Blason  | D'azur à saint Luc d'argent contourné et le genou dextre posé à terre, tenant dans sa senestre une maquette de chapelle d'or, brochant sur un bœuf d'argent contourné et couché à ses pieds derrière lui, au chef cousu de gueules chargé d'une roue dentée d'argent accompagnée de quatre gerbes de blé d'or, deux de chaque côté. |
| Blason de Chapelle-Saint-Luc (La) | Détails | Armes parlantes. Adopté . |

| Blason de Chappes | Blason  | D'azur au chevron cousu de gueules accompagné de trois merlettes d'or, soutenu d'une barque du même avec ses deux rames d'or voguant de front sur des ondes d'argent mouvant de la pointe. |
| Blason de Chappes | Détails | Le statut officiel du blason reste à déterminer. |

| Blason de Charmont-sous-Barbuise | Blason  | Écartelé : au 1er d'argent à cinq épis de blé tigés, feuillés et empoignés de sable, au 2e d'azur à une croix ancrée d'or, au 3e d'azur à la divise ondée d'argent, au 4e d'argent à une plume de sable posée en barre. |
| Blason de Charmont-sous-Barbuise | Détails | Le statut officiel du blason reste à déterminer. |

| Blason de Châtres | Blason  | De sinople au chevron d'argent accosté en chef de deux gerbes de blé d'or et en pointe d'une couronne antique du même, au chef ondé cousu* d'azur chargé d'un soleil d'or. |
| Blason de Châtres | Détails | Adopté . |

| Blason de Chaudrey | Blason  | Parti : au 1er d'or au lion contourné d'azur et au chef du même chargé d'une bande d'argent côtoyée de deux doubles cotices potencées et contre-potencées d'or et accompagnée de deux abeilles en vol du même, au 2e d'argent au lion à la queue fourchée et passée en sautoir, de gueules, armé, lampassé et couronné d'argent. |
| Blason de Chaudrey | Détails | Le statut officiel du blason reste à déterminer. |

| Blason de Chavanges | Blason  | De gueules à l'escarboucle fleurdelysée et pommetée d'or accompagnée de trois gerbes de blé du même, liées d'azur. |
| Blason de Chavanges | Détails | Le statut officiel du blason reste à déterminer.                                                                   |

| Blason de Chennegy | Blason  | D'or à la bande ondée d'azur, accompagnée en chef d'un chêne au naturel et en pointe d'une branche de buis de sinople posée en bande, au franc-quartier de gueules chargé d'une épée basse d'argent posée en barre portant un manteau d'or. |
| Blason de Chennegy | Détails | Armes parlantes (chêne). Le statut officiel du blason reste à déterminer. |

| Blason de Chesley | Blason  | D'azur aux trois tours d'or ouvertes du champ, maçonnées de sable. |
| Blason de Chesley | Détails | Le statut officiel du blason reste à déterminer.                   |

| Blason de Clérey | Blason  | D'or au chevron de gueules accompagné en chef de quatre merlettes de sable ordonnées l'une sur l'autre 2 et 2 et en pointe d'une clé contournée du même, à la bordure d’azur chargée de sept burelles ondées d'argent. |
| Blason de Clérey | Détails | Armes parlantes (clés). Le statut officiel du blason reste à déterminer. |

| Blason de Coclois | Blason  | D'or à deux bandes ondées et abaissées d'azur, accompagnée en chef senestre d'un léopard lionné monstrueux de sable, au visage de carnation barbé et chevelé de sable; au franc-quartier de sinople chargé d'une tête de cheval coupée d'argent, bridée de gueules. |
| Blason de Coclois | Détails | Entête d'un document de la mairie.(2025) Auteur(s)J-F Binon. |

| Blason de Colombe-le-Sec | Blason  | Parti : au 1er de gueules à la voûte ogivale d'argent, au 2e d'azur à la bande d'argent côtoyée de deux doubles cotices potencées et contre-potencées d'or, le tout sommé d'un chef de sinople chargé de deux grappes de raisins d'or tigées et feuillées d'argent. |
| Blason de Colombe-le-Sec | Détails | Le statut officiel du blason reste à déterminer. |

| Blason de Coursan-en-Othe | Blason  | D’azur à la tour d’argent maçonnée ouverte et ajourée de sable, couverte de gueules, accompagnée en pointe de deux lions couchés, affrontés d’or. |
| Blason de Coursan-en-Othe | Détails | Le statut officiel du blason reste à déterminer.                                                                                                  |

| Blason de Courteranges | Blason  | Taillé : au 1er d'azur au brochet d'argent posé en pal, tête et queue à senestre, au 2e de sinople au rencontre de bœuf d'or, à la barre de gueules maçonnée de sable brochant sur le trait du taillé. |
| Blason de Courteranges | Détails | Le statut officiel du blason reste à déterminer. |

| Blason de Crancey | Blason  | De sinople à l'écusson d'or chargé d'un chevron d'azur accompagné de trois étoiles du même, ledit écusson accompagné en chef de deux gerbes de blé d'or et en pointe d'un pont droit d'argent maçonné de sable posé sur des ondes d'argent, le tout mouvant de la pointe. |
| Blason de Crancey | Détails | Adopté . |

| Blason de Cresantignes | Blason  | D'or à la cotice ondée d'azur, accompagnée en chef de saint Sébastien martyr de gueules, représenté à mi-corps et en pointe d'une roue de moulin à quatre rais en sautoir du même, au comble d'azur chargé de deux burelles potencées et contre-potencées d'or, soutenu et surmonté du même. |
| Blason de Cresantignes | Détails | Le statut officiel du blason reste à déterminer. |

Pas d'information pour les communes suivantes : Chacenay,  Champ-sur-Barse, Champfleury (Aube), Champignol-lez-Mondeville, Champigny-sur-Aube, Channes, Chapelle-Vallon, Charmoy (Aube), Charny-le-Bachot, Chaserey, Chauchigny, Chauffour-lès-Bailly, Chaumesnil, Le Chêne (Aube), Chervey, Chessy-les-Prés, Colombé-la-Fosse, Cormost, Courcelles-sur-Voire, Courceroy, Courtaoult, Courtenot, Courteron, Coussegrey, Couvignon, Creney-près-Troyes, Crespy-le-Neuf, Les Croûtes, Cussangy
- Haut – A
- B
- C
- D
- E
- F
- G
- H
- I
- J
- K
- L
- M
- N
- O
- P
- Q
- R
- S
- T
- U
- V
- W
- X
- Y
- Z

## D
| Blason de Dienville | Blason  | De gueules à trois lis des jardins d’argent, au chef cousu de sinople chargé de trois feuilles de chêne appointées d’argent et accompagnées de deux soleils non figurés d’argent. |
| Blason de Dienville | Détails | Le statut officiel du blason reste à déterminer. |

| Blason de Dierrey-Saint-Julien | Blason  | D'azur aux trois épées renversées d'argent, au chef du même chargé de trois croissants de gueules. |
| Blason de Dierrey-Saint-Julien | Détails | Le statut officiel du blason reste à déterminer.                                                   |

| Blason de Dierrey-Saint-Pierre | Blason  | D'or à un moulin à vent au trait d'azur, au chef d'azur chargé de deux clés d'or passées en sautoir. |
| Blason de Dierrey-Saint-Pierre | Détails | Le statut officiel du blason reste à déterminer.                                                     |

| Blason de Droupt-Sainte-Marie | Blason  | Tiercé en pairle renversé : au 1er d'azur à la bande d'argent côtoyée de deux doubles cotices potencées et contre-potencées d'or, au 2e de gueules à un lys des jardins au naturel, au 3e de sinople à la fasce ondée d'argent et à une ancre renversée d'or brochant sur la fasce. |
| Blason de Droupt-Sainte-Marie | Détails | Le statut officiel du blason reste à déterminer. |

Pas d'information pour les communes suivantes : Dampierre (Aube), Davrey, Dolancourt, Dommartin-le-Coq, Donnement, Dosches, Dosnon, Droupt-Saint-Basle
- Haut – A
- B
- C
- D
- E
- F
- G
- H
- I
- J
- K
- L
- M
- N
- O
- P
- Q
- R
- S
- T
- U
- V
- W
- X
- Y
- Z

## E
| Blason de Éguilly-sous-Bois | Blason  | D'azur à la licorne d'argent surmontée d'un soleil d'or. |
| Blason de Éguilly-sous-Bois | Détails | Le statut officiel du blason reste à déterminer.         |

| Blason de Ervy-le-Châtel | Blason  | D'azur à l'église d’argent chargée de trois croisettes pattées de sable. |
| Blason de Ervy-le-Châtel | Détails | Le statut officiel du blason reste à déterminer.                         |

| Blason de Essoyes | Blason  | Tiercé en fasce : au 1er d'azur à l'oie d'argent becquée de gueules sur un mont de sinople, au 2e losangé d'or et de sable, au 3e d'or aux trois pals de sable. |
| Blason de Essoyes | Détails | Armes parlantes. Le statut officiel du blason reste à déterminer.                                                                                               |

| Blason de Estissac | Blason  | Parti : au 1er fascé d'argent et d’azur de dix pièces, aux trois chevrons brochant de gueules, le premier écimé, au 2e d'or semé de trèfles de sable au lion de gueules brochant, au chef chargé d'une bande d’argent accostée de deux cotices potencées et contre-potencées d'or et de deux abeilles volant du même. |
| Blason de Estissac | Détails | Le statut officiel du blason reste à déterminer. |

Pas d'information pour les communes suivantes : Eaux-Puiseaux, Échemines, Éclance, Engente, Épagne, Épothémont, Étourvy, Étrelles-sur-Aube
- Haut – A
- B
- C
- D
- E
- F
- G
- H
- I
- J
- K
- L
- M
- N
- O
- P
- Q
- R
- S
- T
- U
- V
- W
- X
- Y
- Z

## F
| Blason de Faux-Villecerf | Blason  | Coupé : au 1er parti au I d’azur au coq de sable, au II de gueules au cerf contourné bondissant de sable, au 2e de sinople au hêtre de sable.                                                                    |
| Blason de Faux-Villecerf | Détails | Armes parlantes (cerf). * Il y a là non-respect de la règle de contrariété des couleurs : ces armes sont fautives (sable sur azur, sur gueules et sur sinople). Le statut officiel du blason reste à déterminer. |

| Blason de Fays-la-Chapelle | Blason  | Coupé: au 1er parti au I d'or au hêtre au naturel, au II de gueules à la chapelle d'argent, au 2e d'azur à la bande d'argent côtoyée de deux doubles cotices potencées contre-potencées d'or. |
| Blason de Fays-la-Chapelle | Détails | Différences entre dessin et blasonnement : le hêtre est dessiné arraché, ce qui n'est pas dit. Adopté le 8 avril 2021.                                                                        |

| Blason de Ferreux-Quincey | Blason  | Parti : au 1er d'or à une abbaye d'argent*, maçonnée et essorée de sable, ouverte et ajourée du champ, au 2e de sinople à une gerbe de blé d'or, à la divise ondée d'azur en pointe brochant sur la partition, au chef d'azur à la bande d'argent chargée de deux annelets entrelacés de gueules et côtoyée de deux doubles cotices potencées et contre-potencées d'or. |
| Blason de Ferreux-Quincey | Détails | * Il y a là non-respect de la règle de contrariété des couleurs : ces armes sont fautives (argent sur or). Adopté en 2021. |

| Blason de Fontaine | Blason  | D'azur à la bande d'argent côtoyée de deux doubles cotices potencées et contre-potencées d'or, accompagnées, en chef, d'une grappe de raisin du même feuillée d'argent surmontée de deux fousseux [outil de vigneron] d'or, l'un en forme de pioche et l'autre redressé, et, en pointe d'une roue d'industrie du même, au comble d'argent chargé d'une jumelle ondée d'azur. |
| Blason de Fontaine | Détails | Le statut officiel du blason reste à déterminer. |

| Blason à dessiner | Blason  | Tranché de gueules et d'azur: à la bande d'or maçonnée de sable brochant sur la partition, côtoyée de deux chaînes d'or et accompagnée au canton senestre du chef d'une fontaine d'or jaillissant d'argent. |
| Blason à dessiner | Détails | Le statut officiel du blason reste à déterminer. |

| Blason de Fontvannes | Blason  | Parti : au 1er d'argent au chevron de gueules accompagné de trois trèfles de sinople, au 2e d'azur au lion d'argent, le tout sommé d'un chef d'or chargé d'une fasce ondée d'azur. |
| Blason de Fontvannes | Détails | Le statut officiel du blason reste à déterminer. |

| Blason de Fouchères | Blason  | De sinople au pont de trois arches d'or maçonné de sable, mouvant des flancs, posé sur des ondes d'argent mouvant de la pointe, surmonté d'un écusson cousu de gueules au sautoir d'or. |
| Blason de Fouchères | Détails | Le statut officiel du blason reste à déterminer. |

| Blason de Fralignes | Blason  | Parti : au 1er d'azur à la bande d'argent côtoyée de deux doubles cotices potencées et contre-potencées d'or, au 2e de gueules à la coquille d'or brochant sur une épée basse d'argent. |
| Blason de Fralignes | Détails | Adopté . |

| Blason de Fresnoy-le-Château | Blason  | D'azur au château d'or, ouvert, ajouré et maçonné de sable, surmonté du pont métallique du lieu d'argent à trois arceaux, celui du milieu brochant sur les deux autres, à une feuille de frêne d'argent posée en barre et brochant en pointe sur la partie basse senestre du château. |
| Blason de Fresnoy-le-Château | Détails | Armes parlantes. Le statut officiel du blason reste à déterminer. |

Pas d'information pour les communes suivantes : Fay-lès-Marcilly, Feuges, Fontaine-les-Grès, Fontenay-de-Bossery, Fontette, La Fosse-Corduan, Fravaux, Fresnay (Aube), Fuligny
- Haut – A
- B
- C
- D
- E
- F
- G
- H
- I
- J
- K
- L
- M
- N
- O
- P
- Q
- R
- S
- T
- U
- V
- W
- X
- Y
- Z

## G
| Blason de Gélannes | Blason  | D'azur à la comète d'or posée en barre filant vers la pointe, au chef cousu de gueules chargé d'un bobinon d’argent posé en pal, accosté de deux gerbes de blé aussi d'or. |
| Blason de Gélannes | Détails | Le statut officiel du blason reste à déterminer. |

| Blason de Géraudot | Blason  | D'azur à la cotice en barre d'or accompagnée en chef d'un petit voilier contourné d'argent et en pointe d'une grue contournée au naturel. |
| Blason de Géraudot | Détails | Le statut officiel du blason reste à déterminer.                                                                                          |

| Blason de Les Grandes-Chapelles | Blason  | D'azur au triregnum d'argent, au chef du même chargé d'un fer de moulin de sable accosté de deux gerbes de blé de sinople liées de gueules. |
| Blason de Les Grandes-Chapelles | Détails | Le statut officiel du blason reste à déterminer.                                                                                            |

| Blason de Gumery | Blason  | Parti : au 1er de gueules à la crosse d’argent, à la lettre capitale G de sable brochant en cœur, au 2e d’azur à la double burelle potencée, contre-potencée d’or. |
| Blason de Gumery | Détails | Le statut officiel du blason reste à déterminer. |

| Blason de Gyé-sur-Seine | Blason  | D'azur à la croix ancrée d'argent, au chef ondé du même chargé des armes de Navarre embrassées de deux ceps de sables taillés Guyot. |
| Blason de Gyé-sur-Seine | Détails | Le statut officiel du blason reste à déterminer.                                                                                     |

Pas d'information pour les communes suivantes : Grandville (Aube), Les Granges
- Haut – A
- B
- C
- D
- E
- F
- G
- H
- I
- J
- K
- L
- M
- N
- O
- P
- Q
- R
- S
- T
- U
- V
- W
- X
- Y
- Z

## H et I
| Blason de Herbisse | Blason  | Tiercé en pairle renversé : au 1er d'azur à la bande d'argent chargée de la lettre gothique H de sable et côtoyée de deux doubles cotices potencées et contre-potencées d'or, au 2e de gueules à l'étoile d'argent, au 3e de sinople à sept épis de blé d'or posés en éventail liés de gueules. |
| Blason de Herbisse | Détails | La bande et les cotices pour le blason de la Champagne, le « H » pour la 1re lettre du nom de la commune, l'étoile pour l'attribut de Notre Dame, la couleur de sinople pour évoquer le nom de la commune et les blés pour l'agriculture. adoptée le 9 octobre 2014. Auteur(s)J-F Binon.        |

| Blason de Isle-Aumont | Blason  | D'argent au chevron de gueules accompagné de sept merlettes du même, quatre en chef, 2 et 2, et trois en pointe mal ordonnées. |
| Blason de Isle-Aumont | Détails | Armes de la maison d'Aumont. Le statut officiel du blason reste à déterminer.                                                  |

Pas d'information pour les communes suivantes : Hampigny et Isle-Aubigny

## J
| Blason de Javernant | Blason  | Parti : au 1er d'azur à une double cotice potencée et contre-potencée d'or, au chef cousu de gueules à une grappe de raisin aussi d'or, feuillée d’argent, au 2e de gueules à deux clés affrontées aussi d'argent, au chef cousu d'azur chargé d’un arbre aussi d'or. |
| Blason de Javernant | Détails | * Ces armes emploient le terme « cousu » dans le seul but de contrevenir à la règle de contrariété des couleurs : elles sont fautives (gueules sur azur et inversement). Le statut officiel du blason reste à déterminer.                                             |

| Blason de Jessains | Blason  | Tiercé en fasce : au 1er d'azur à la bande d'argent côtoyée de deux doubles cotices potencées et contre-potencées d'or, au 2e d'or à trois feuilles de chêne, les pétioles appointés, une en pal, les deux autres plus petites, celle de dextre posée en bande et celle de senestre en barre, mouvant d'ondes en filet, alésées, 3 et 1 et accostées de deux gerbes de blé, le tout de sinople, au 3e de gueules à un lion d'argent. |
| Blason de Jessains | Détails | Le statut officiel du blason reste à déterminer. |

| Blason de Joncreuil | Blason  | D'argent à la bande de gueules chargée de trois alérions du champ, accompagnée de deux touffes de joncs tigées et feuillées de sinople, fleuries d'or, sur des terrasses isolées du même. |
| Blason de Joncreuil | Détails | Le statut officiel du blason reste à déterminer. |

Pas d'information pour les communes suivantes : Jasseines, Jaucourt (Aube), Jeugny, Jully-sur-Sarce, Juvancourt, Juvanzé, Juzanvigny
- Haut – A
- B
- C
- D
- E
- F
- G
- H
- I
- J
- K
- L
- M
- N
- O
- P
- Q
- R
- S
- T
- U
- V
- W
- X
- Y
- Z

## L
| Blason de Lignières | Blason  | D'or au comble de vair, au lion de gueules couronné du champ brochant sur le tout. |
| Blason de Lignières | Détails | Le statut officiel du blason reste à déterminer.                                   |

| Blason de Longchamp-sur-Aujon | Blason  | D'argent au pont de deux arches d'or, maçonné de sable sur une rivière ondée d'azur et d'argent, à l'écusson de gueules, mouvant du chef, chargé d'un chevalier d'argent tenant une bannière du même chargée d'une croisette latine d'or, la hampe fleurdelisée du même, passant sur une rivière ondée d'azur et d'argent, ledit écusson adextré d'une tierce ondée d'azur au chabot d'argent posé de profil, en pal et brochant et senestrée d'un arbre de sinople, le tout sommé d'un chef parti, au 1er de sable à la barre échiquetée de gueules et d'argent, au 2e d'azur à la bande d'argent côtoyée de deux doubles cotices potencées et contre-potencées d'or, à l'épi de blé, tigé et feuillé d'or, brochant en pointe sur la partition. |
| Blason de Longchamp-sur-Aujon | Détails | Le statut officiel du blason reste à déterminer. |

| Blason de Lusigny-sur-Barse | Blason  | De gueules au cheval effrayé d'argent, au chef parti : au 1er d'azur à la croix ancrée d'or, au 2e aussi d'azur à la bande d'argent, accostée de deux cotices potencées et contre-potencées d'or, à la crosse abbatiale d'argent brochante. |
| Blason de Lusigny-sur-Barse | Détails | Le statut officiel du blason reste à déterminer. |

| Blason de Luyères | Blason  | Tranché : au 1er d'azur au sablier d'or, au 2e d'or à la plume d'azur posée en bande, à la cotice d'argent brochant sur la partition, le tout sommé d'un comble d'azur chargé d'une double burelle potencée d'or. |
| Blason de Luyères | Détails | Adopté . |

Pas d'information pour les communes suivantes : La Chaise, Lagesse, Laines-aux-Bois, Landreville, Lantages, Lassicourt, Laubressel, Lavau (Aube), Lentilles (Aube), Lesmont, Lévigny, Lhuître, Lignol-le-Château, Lirey, Loches-sur-Ource, La Loge-aux-Chèvres, La Loge-Pomblin, Les Loges-Margueron, Longeville-sur-Mogne, Longpré-le-Sec, Longsols, Longueville-sur-Aube, La Louptière-Thénard
- Haut – A
- B
- C
- D
- E
- F
- G
- H
- I
- J
- K
- L
- M
- N
- O
- P
- Q
- R
- S
- T
- U
- V
- W
- X
- Y
- Z

## M
| Blason de Mailly-le-Camp | Blason  | Tranché : au 1er de gueules à l'épée d'argent garnie d'or, au 2e d'azur aux trois épis de blé d'or en éventail, à la bande d'argent côtoyée de deux doubles cotices potencées et contre-potencées d'or brochant sur la partition. |
| Blason de Mailly-le-Camp | Détails | Le statut officiel du blason reste à déterminer. |

| Blason de Maizières-la-Grande-Paroisse | Blason  | Écartelé : au 1er de gueules à la grange d’or, au 2e d’azur au lion d’or, au 3e d’azur à trois étoiles d’or, ordonnées en chevron couché, au 4e de gueules à la roue dentée d’argent remplie en écartelé de gueules et de sinople. |
| Blason de Maizières-la-Grande-Paroisse | Détails | Le statut officiel du blason reste à déterminer. |

| Blason de Maizières-lès-Brienne | Blason  | Parti : au 1er d'azur à six losanges d'argent rangées en bande abaissée à dextre et haussée à senestre, au 2e d'or à la croix de gueules, le premier canton d'argent à un lion de sable. |
| Blason de Maizières-lès-Brienne | Détails | Le statut officiel du blason reste à déterminer. |

| Blason de Maraye-en-Othe | Blason  | D'azur au chevron d'or accompagné de trois croisettes ancrées du même. |
| Blason de Maraye-en-Othe | Détails | Le statut officiel du blason reste à déterminer.                       |

| Blason de Marcilly-le-Hayer | Blason  | D'argent aux cinq arbres en buisson de sinople sur une terrasse isolée de sable, au chef de gueules chargé d'un dolmen d'or. |
| Blason de Marcilly-le-Hayer | Détails | Le statut officiel du blason reste à déterminer.                                                                             |

| Blason de Marolles-sous-Lignières | Blason  | D'azur à deux bandes ondées d'argent accompagnées en pointe d'une ancre renversée du même et en chef d'un chêne au naturel; à une crosse d'or posée en bande brochant sur le tout. |
| Blason de Marolles-sous-Lignières | Détails | Le statut officiel du blason reste à déterminer. |

| Blason de Merrey-sur-Arce | Blason  | D'or au chevron de gueules accompagné de trois grappes de raisin du même, à la bordure ondée d'azur. |
| Blason de Merrey-sur-Arce | Détails | Le statut officiel du blason reste à déterminer.                                                     |

| Blason de Méry-sur-Seine | Blason  | De gueules au pont de deux arches d'argent, maçonné de sable, posé sur des ondes d'argent mouvant de la pointe, le pont sommé d'un écusson d'azur semé de fleurs de lys d'or, supporté par deux lions assis et affrontés du même. |
| Blason de Méry-sur-Seine | Détails | Le statut officiel du blason reste à déterminer. |

| Blason de Mesnil-Saint-Père | Blason  | De gueules aux deux clefs passées en sautoir, l'une d'argent et posée en bande, l'autre d’or et posée en barre, cantonnées de quatre petites maisons aussi d'argent, ouvertes de sable. |
| Blason de Mesnil-Saint-Père | Détails | Armes parlantes (jeu de mots avec les « clés de Saint-Pierre », voir les armoiries du Saint-Siège). Le statut officiel du blason reste à déterminer.                                    |

| Blason de Messon | Blason  | D'azur au chevron d'or accompagné de trois fleurs de pavot tigées et feuillées du même. |
| Blason de Messon | Détails | Le statut officiel du blason reste à déterminer.                                        |

| Blason de Montceaux-lès-Vaudes | Blason  | De sinople aux trois têtes arrachées de faucon d'or, au chef cousu d'azur à la croix templière d'argent. |
| Blason de Montceaux-lès-Vaudes | Détails | Le statut officiel du blason reste à déterminer.                                                         |

| Blason de Montaulin | Blason  | D'azur au clocher d’argent mouvant de la pointe, accosté à dextre d'un lion surmonté d'une couronne et à senestre de trois épis de blé en éventail, le tout d'or. |
| Blason de Montaulin | Détails | Le statut officiel du blason reste à déterminer. |

| Blason de Montiéramey | Blason  | D'azur à l'épée d'argent à dextre, à la clé contournée du même à senestre et à la fleur de lys d'or au point du chef. |
| Blason de Montiéramey | Détails | Le statut officiel du blason reste à déterminer.                                                                      |

| Blason de Montmorency-Beaufort | Blason  | D’or à la croix de gueules cantonnée au 1) d’une gerbe de blé de sinople, au 2) de trois feuilles de scie alésées d'azur rangées en pal, au 3) d’une tour du même ouverte du champ, au 4) d’une barre ondée d’azur. |
| Blason de Montmorency-Beaufort | Détails | Le statut officiel du blason reste à déterminer. |

| Blason de Moussey | Blason  | Parti : au 1er de sinople à la fasce ondée d'argent et à l'épée renversée d'or brochant sur le tout, au 2e d'argent au lion de sable, couronné, armé et lampassé d'or, au chef d'azur à la face d'argent côtoyée de deux doubles burelles potencées et contre-potencées d'or. |
| Blason de Moussey | Détails | Le statut officiel du blason reste à déterminer. |

| Blason de Mussy-sur-Seine | Blason  | D'azur au sautoir cousu de gueules, cantonné de quatre fleurs de lys d'or. |
| Blason de Mussy-sur-Seine | Détails | Le statut officiel du blason reste à déterminer.                           |

Pas d'information pour les communes suivantes : Macey (Aube), Machy (Aube), Magnant, Magnicourt, Magny-Fouchard, Maison-des-Champs, Maisons-lès-Chaource, Maisons-lès-Soulaines, Marigny-le-Châtel, Marnay-sur-Seine, Marolles-lès-Bailly, Mathaux, Maupas (Aube), Mergey, Le Mériot, Mesgrigny, Mesnil-la-Comtesse, Mesnil-Lettre, Mesnil-Saint-Loup, Mesnil-Sellières, Metz-Robert, Meurville, Molins-sur-Aube, Montfey, Montgueux, Montier-en-l'Isle, Montigny-les-Monts, Montmartin-le-Haut, Montpothier, Montreuil-sur-Barse, Montsuzain, Morembert, Morvilliers (Aube), La Motte-Tilly
- Haut – A
- B
- C
- D
- E
- F
- G
- H
- I
- J
- K
- L
- M
- N
- O
- P
- Q
- R
- S
- T
- U
- V
- W
- X
- Y
- Z

## N
| Blason de Neuville-sur-Seine | Blason  | De gueules à la croix celtique d'argent mouvant de la pointe surmontée du monogramme de la Sainte Vierge de sable*, chaussé d'or à deux grappes de raisin de gueules tigées et feuillées de sinople. |
| Blason de Neuville-sur-Seine | Détails | * Il y a là non-respect de la règle de contrariété des couleurs : ces armes sont fautives. Le statut officiel du blason reste à déterminer.                                                          |

| Blason de Neuville-sur-Vannes | Blason  | Écartelé : au 1er et au 4e d'or aux trois flammes de gueules, au 2e et au 3e d'azur à la croix d'argent cantonnée de quatre fleurs de lys du même. |
| Blason de Neuville-sur-Vannes | Détails | Le statut officiel du blason reste à déterminer.                                                                                                   |

| Blason de Noé-les-Mallets | Blason  | Parti : au 1er de gueules à l'épi de blé tigé et feuillé de deux pièces d'or, au 2e d'argent à la grappe de raisin de pourpre tigée et feuillée de deux pièces le tout au naturel, à la lettre gothique « N » de sable brochant en pointe sur la partition, le tout sommé d'un chef d'azur chargé de trois chaînes de deux pièces et demies d'or posées en pal. |
| Blason de Noé-les-Mallets | Détails | Le blé pour l'agriculture, le raisin pour le vignoble la lettre « N » pour la 1re lettre du nom de la commune et les chaînes pour Saint-Pierre-ès-Liens. adoptée en 2014. Auteur(s)J-F Binon. |

| Blason de Noës-près-Troyes (Les) | Blason  | D'azur à la bande d'argent côtoyée de deux doubles cotices potencées et contre-potencées d'or, au chef aussi d'argent chargé de seize feuilles de noyer de sinople, huit versées passées deux par deux en sautoir et huit passées deux par deux en sautoir rangés en deux fasces l'une sur l'autre. |
| Blason de Noës-près-Troyes (Les) | Détails | Le statut officiel du blason reste à déterminer. |

| Blason de Nogent-sur-Aube | Blason  | Parti : au 1er d'azur à la bande d'argent côtoyée de deux doubles cotices potencées et contre-potencées d'or, au 2e de gueules à une croix tréflée d'or. |
| Blason de Nogent-sur-Aube | Détails | Le statut officiel du blason reste à déterminer. |

| Blason de Nogent-sur-Seine | Blason  | D'azur à la double face potencée et contre-potencée accompagnée en chef d'un soleil et en pointe de trois fleurs de lys, le tout d'or. |
| Blason de Nogent-sur-Seine | Détails | Le statut officiel du blason reste à déterminer.                                                                                       |

Pas d'information pour les communes suivantes : Nogent-en-Othe, Nozay (Aube)
- Haut – A
- B
- C
- D
- E
- F
- G
- H
- I
- J
- K
- L
- M
- N
- O
- P
- Q
- R
- S
- T
- U
- V
- W
- X
- Y
- Z

## O
| Blason de Onjon | Blason  | Parti : au 1er de gueules à un lion d'argent, au 2e de sinople à une épée basse d'argent, garnie d'or et posée en bande, accompagnée de deux oignons du même, au chef d'azur chargé d'une bande d'argent accostée de deux doubles cotices potencées et contre-potencées d'or. |
| Blason de Onjon | Détails | Armes parlantes (oignon). Le statut officiel du blason reste à déterminer. |

| Blason à dessiner | Blason  | Parti: au 1er coupé au I d'or au mouton contourné et arrêté d'argent, les pattes habillées de chaussettes de sable, au II d'or au pal d'azur chargé d'une double cotice potencée contre-potencée du champ, au 2e d'azur au moulin à vent d'argent, vu de l'arrière, terrassé du même, ouvert et ajouré de sable, mouvant à demi du flanc senestre, les ailes disparaissant à dextre en chef et sous le trait de partition, à six épis de blé tigés d'or, mouvant de la pointe et brochant sur le moulin, un septième disparaissant sous la partition. |
| Blason à dessiner | Détails | Le statut officiel du blason reste à déterminer. |

| Blason de Orvilliers-Saint-Julien | Blason  | D'azur à deux épis de blé tigés et feuillés d'or, passés en sautoir, accompagnés en chef d'une abeille d'or, à dextre d'un mouton arrêté et contourné d'argent, à senestre d'une oie bitarde en vol d'argent et en pointe d'un bas replié et posé en bande du même, au chef d'argent à deux cotices d'azur, chacune chargée d'une double cotice potencée et contre-potencée d'or. |
| Blason de Orvilliers-Saint-Julien | Détails | adoptée en 2018. Auteur(s)L'AVPO et Maryam Forgeot |

Pas d'information pour les communes suivantes : Ormes (Aube), Ortillon, Ossey-les-Trois-Maisons

## P
| Blason de Pars-lès-Romilly | Blason  | Écartelé : au 1er et 4e d'azur à la bande d'argent côtoyée de deux doubles cotices potencées et contre-potencées d'or, au 2e de gueules à une gerbe de blé d'or, au 3e de gueules à une tête de bélier d'argent accornée d'or. |
| Blason de Pars-lès-Romilly | Détails | Le statut officiel du blason reste à déterminer. |

| Blason de Payns | Blason  | De sinople à la burelle ondée d’or en chef, au chef d’or chargé d’une burelle ondée d’azur, au templier d’argent posé de profil, ganté de sable, appuyé sur son bouclier d’argent, chargé d'une croix latine ancrée de gueules et à la bordure de sable, tenant une bannière coupée de sable et d’argent à la croisette ancrée de gueules brochante, à la hampe de sable. |
| Blason de Payns | Détails | Le statut officiel du blason reste à déterminer. |

| Blason de Piney | Blason  | D'argent au lion de gueules, la queue fourchée, armé, couronné et lampassé d'or, à la bordure soudée d'or chargée de huit quintefeuilles de gueules. |
| Blason de Piney | Détails | Le statut officiel du blason reste à déterminer. |

| Blason de Plaines-Saint-Lange | Blason  | Parti-coupé ondé : au 1er d'azur à la bande d'argent côtoyée de deux doubles cotices potencées et contre-potencées d'or, au 2e d'or à l'enclume de sable surmontée de deux marteaux de sable, celui de dextre posé en barre et celui de senestre en bande, au 3e d'or à la feuille de vigne de sinople, au 4e de gueules à la flamme d'or. |
| Blason de Plaines-Saint-Lange | Détails | Le statut officiel du blason reste à déterminer. |

| Blason de Plancy-l'Abbaye | Blason  | De vair à la bande de gueules.                   |
| Blason de Plancy-l'Abbaye | Détails | Le statut officiel du blason reste à déterminer. |

| Blason de Polisy | Blason  | Coupé : au 1er de sable aux deux léopards d'or passant l'un sur l'autre, au 2e d'azur à la croix d'or cantonnée de dix-huit billettes du même, cinq ordonnées en sautoir dans chaque canton du chef, quatre ordonnées 2 et 2 dans chaque canton de la pointe. |
| Blason de Polisy | Détails | Le statut officiel du blason reste à déterminer. |

| Blason de Poivres | Blason  | Parti : au 1er d'azur à la bande d'argent côtoyée de deux doubles cotices potencées et contre-potencées d'or, au 2e coupé au I d'or au tau fleuronné d'azur aux branches duquel sont appendues deux clochettes de gueules, au II de gueules à la quintefeuille d'argent boutonnée d'or [alias à la fleur de poivrier au naturel]. |
| Blason de Poivres | Détails | La bande et les cotices pour le blason de la Champagne, le tau comme attribut de saint Antoine, la quintefeuille pour évoquer le nom de la commune. adoptée en 2014. Auteur(s)J-F Binon. |

| Blason de Polisot | Blason  | D'azur à la bande d'argent chargée de trois fois deux fousseux [houes de vigneron] passés en sautoirs, l'axe à plomb, accompagnée de deux roues de moulin d'or. Devise / CriEn avant vignerons ! |
| Blason de Polisot | Détails | Adopté le 28 mai 2024. Auteur(s)S. Cartaxo et A; Baudin. |

| Blason de Pont-Sainte-Marie | Blason  | Parti : au 1er d'azur à la bande d'argent côtoyée de deux doubles cotices potencées et contre-potencées d'or, au chef aussi d'azur chargé de trois fleurs de lys d'or, au 2e d'azur au pont d'une arche d'or maçonnée de sable, la clef de voûte chargée du monogramme de la Vierge du même, ledit pont posé sur des ondes d'argent mouvant de la pointe, surmonté de deux gerbes aussi d'or accompagnées d'une étoile d'argent en chef. |
| Blason de Pont-Sainte-Marie | Détails | Armes parlantes. Le statut officiel du blason reste à déterminer. |

| Blason de Pont-sur-Seine | Blason  | D'azur au pont d'or, sur une rivière d'argent mouvant de la pointe, au chef d'azur chargé d'une bande d'argent côtoyée de deux doubles cotices potencées et contre-potencées d'or, à l'écusson d'argent à trois grils de sable, les poignées basses, brochant sur le tout. |
| Blason de Pont-sur-Seine | Détails | Adopté . |
| Blason de Pont-sur-Seine | Alias   | D'argent aux trois grils de sable. Anciennes armoiries du corps des officiers de l’Hôtel de ville de la cité (officiers de police). |

| Blason de Précy-Notre-Dame | Blason  | D'azur à l'aigle d'argent.                       |
| Blason de Précy-Notre-Dame | Détails | Le statut officiel du blason reste à déterminer. |

| Blason de Prugny | Blason  | D'or à une trangle ondée d'azur, accompagnée en chef de trois roses de gueules et en pointe d'une feuille de vigne du même, à la bordure de sinople. |
| Blason de Prugny | Détails | Le statut officiel du blason reste à déterminer. |

Pas d'information pour les communes suivantes : Paisy-Cosdon, Palis, Pargues, Pars-lès-Chavanges, Le Pavillon-Sainte-Julie, Pel-et-Der, Périgny-la-Rose, Perthes-lès-Brienne, Petit-Mesnil, Planty, Plessis-Barbuise, Poligny (Aube), Pouan-les-Vallées, Pougy, Pouy-sur-Vannes, Praslin (Aube), Précy-Saint-Martin, Prémierfait, Proverville, Prunay-Belleville, Prusy, Puits-et-Nuisement
- Haut – A
- B
- C
- D
- E
- F
- G
- H
- I
- J
- K
- L
- M
- N
- O
- P
- Q
- R
- S
- T
- U
- V
- W
- X
- Y
- Z

## R
| Blason de Racines | Blason  | Parti : au 1er d'azur à la main senestre appaumée d'or, au 2e de gueules à la main dextre appaumée d'argent. |
| Blason de Racines | Détails | Le statut officiel du blason reste à déterminer.                                                             |

| Blason de Ramerupt | Blason  | Parti : au 1er d'or au lion contourné d'azur, au 2e d'argent au lion de gueules, la queue fourchée, armé, lampassé et couronné d'or. |
| Blason de Ramerupt | Détails | Le statut officiel du blason reste à déterminer.                                                                                     |

| Blason de Riceys (Les) | Blason  | D'azur semé de fleurs de lys d'or, sur le tout d'or au chef de gueules et à la bande componée d'argent et de sable de six pièces brochant. |
| Blason de Riceys (Les) | Détails | Le statut officiel du blason reste à déterminer.                                                                                           |

| Blason de Rilly-Sainte-Syre | Blason  | D'azur à quatre bandes ondées d'argent, à une épée basse d'or à dextre et à un bourdon de pèlerin du même à senestre, brochant sur le tout (au comble d'or chargé de l'inscription « RILLY-SAINTE-SYRE » en lettres capitales de sable). |
| Blason de Rilly-Sainte-Syre | Détails | Le statut officiel du blason reste à déterminer. |

| Blason de Rivière-de-Corps (La) | Blason  | De vair à la bande d'argent côtoyée de deux cotices du même, au chef d'azur chargé de deux burelles ondées d'argent. |
| Blason de Rivière-de-Corps (La) | Détails | Le statut officiel du blason reste à déterminer.                                                                     |

| Blason de Romilly-sur-Seine | Blason  | De gueules aux deux lions affrontés d'or, mouvant des flancs, tenant une roue dentée d'argent remplie d'un écartelé de sinople et de gueules, le tout posé sur une fasce ondée d'argent, accompagnée en pointe d'une bobine d'or, garnie de fil se dévidant d'argent, au chef d'azur chargé de trois abeilles d'or. |
| Blason de Romilly-sur-Seine | Détails | Le statut officiel du blason reste à déterminer. |

| Blason de Rosières-près-Troyes | Blason  | D'argent à la bande d'azur chargée d'un lion d'or posé à plomb, côtoyée de deux cotices potencées et contre-potencées soudées du même, accompagnée de deux étoiles aussi d'azur. |
| Blason de Rosières-près-Troyes | Détails | Le statut officiel du blason reste à déterminer. |

| Blason de Rosnay-l'Hôpital | Blason  | D'azur au pont de bois de six arches posé sur une rivière mouvant de la pointe, surmonté de deux épées passées en sautoir cantonnées en chef et aux flancs de trois colombes, le tout d'argent, accompagné en chef d'un lambel de cinq pendants d'or. |
| Blason de Rosnay-l'Hôpital | Détails | Le statut officiel du blason reste à déterminer. |

| Blason de Rothière (La) | Blason  | D'azur à la cotice en barre d'or accompagnée en chef d'une couronne fermée de laurier d'or, remplie du même et enfermant la lettre N capitale de sable et en pointe de deux épis de blé tigés et feuillés d'or l'un posé en pal et l'autre brochant en barre, au comble d'azur chargé d'une double burelle potencée et contre-potencée d'or. |
| Blason de Rothière (La) | Détails | Le statut officiel du blason reste à déterminer. |

| Blason de Rouilly-Saint-Loup | Blason  | D'azur à la bande d'argent côtoyée de deux doubles cotices potencées et contre-potencées d'or, au chef ondé de sinople, à la crosse d'or brochant sur le tout. |
| Blason de Rouilly-Saint-Loup | Détails | Le statut officiel du blason reste à déterminer. |

| Blason de Rumilly-lès-Vaudes | Blason  | De gueules au manoir d'argent flanqué de deux tours, le tout couvert du même, au chef d'or chargé d'un chevron d'azur surchargé d'une étoile aussi d'or, accompagné de trois œillets du champ. |
| Blason de Rumilly-lès-Vaudes | Détails | Le statut officiel du blason reste à déterminer. |

| Blason de Ruvigny | Blason  | Tiercé en pairle reversé : au 1er d'azur à la bande d'argent côtoyée de deux doubles cotices potencées et contre-potencées d'or, au 2e de gueules à une fleur de lys de jardin d'argent, au 3e d'or à la fasce ondée d'azur et à deux clés d'argent passées en sautoir, les pannetons ajourés en croix de Lorraine et brochant sur la fasce. |
| Blason de Ruvigny | Détails | Le statut officiel du blason reste à déterminer. |

Pas d'information pour les communes suivantes : Radonvilliers, Rances (Aube), Rhèges, Rigny-la-Nonneuse, Rigny-le-Ferron, Roncenay, Rouilly-Sacey, Rouvres-les-Vignes
- Haut – A
- B
- C
- D
- E
- F
- G
- H
- I
- J
- K
- L
- M
- N
- O
- P
- Q
- R
- S
- T
- U
- V
- W
- X
- Y
- Z

## S
| Blason de Saint-André-les-Vergers | Blason  | De gueules au chef cousu d'azur, à la crosse brochante d'or, à l'écusson du même au sautoir de sable brochant en abîme sur le tout, accosté de deux clefs adossées aux anneaux en losange pommetés d'argent, surmontées de deux fleurs de lys aussi d’or accostant en chef la volute de la crosse. |
| Blason de Saint-André-les-Vergers | Détails | Le statut officiel du blason reste à déterminer. |

| Blason de Saint-Benoît-sur-Seine | Blason  | D'argent à la crosse de sable accostée de deux épis de blé d'or, celui de dextre posé en bande et celui de senestre posé en barre; à la plaine ondée d'azur; au chef d'azur chargé de trois coiffes ardentes d'or. |
| Blason de Saint-Benoît-sur-Seine | Détails | * Il y a là non-respect de la règle de contrariété des couleurs : ces armes sont fautives (or sur argent). Adopté le 29 juillet 2021.                                                                              |

| Blason de Saint-Germain | Blason  | D'azur aux cinq châteaux d'argent ordonnés en sautoir, à la crosse épiscopale d’or brochant sur le tout. |
| Blason de Saint-Germain | Détails | Le statut officiel du blason reste à déterminer.                                                         |

| Blason de Saint-Jean-de-Bonneval | Blason  | D'azur à saint Jean-Baptiste de carnation, nimbé et vêtu d'or, chevelé et barbé de sable, tenant de sa senestre une croix à longue hampe du même, et de sa dextre désignant un agneau d'argent couché à ses pieds à senestre, brochant sur un calvaire du lieu du même ajouré du champ à dextre, accosté en chef de deux épis de blé tigés et feuillés d'or, et soutenu d'une jumelle ondée d'argent, au comble aussi d'azur chargé d'une double burelle potencée et contre-potencée d'or. |
| Blason de Saint-Jean-de-Bonneval | Détails | Le statut officiel du blason reste à déterminer. |

| Blason de Saint-Julien-les-Villas | Blason  | De gueules aux trois roses d'argent, au chef du même chargé d'une fasce ondée d'azur. |
| Blason de Saint-Julien-les-Villas | Détails | Le statut officiel du blason reste à déterminer.                                      |

| Blason de Saint-Léger-près-Troyes | Blason  | D'argent au chevron de gueules accompagné en chef de deux macles d'azur et en pointe d'une merlette de sable, au chef d'azur chargé d'une double burelle potencée et contre-potencée d'or. |
| Blason de Saint-Léger-près-Troyes | Détails | Le statut officiel du blason reste à déterminer. |

| Blason de Saint-Lupien | Blason  | D'azur aux trois coupes couvertes d’or surmontées d’une divise ondée d'argent. |
| Blason de Saint-Lupien | Détails | Le statut officiel du blason reste à déterminer.                               |

| Blason de Saint-Lyé | Blason  | Parti : au 1er de gueules à la fasce d'argent, au 2e d'or aux trois léopards de sable passant l'un sur l'autre. |
| Blason de Saint-Lyé | Détails | Le statut officiel du blason reste à déterminer.                                                                |

| Blason de Saint-Mards-en-Othe | Blason  | De gueules à la croix huguenote d'or, à la bordure échiquetée d'or et d'azur. |
| Blason de Saint-Mards-en-Othe | Détails | Le statut officiel du blason reste à déterminer.                              |

| Blason de Saint-Parres-aux-Tertres | Blason  | Parti : au 1er d’azur à la bande d’argent côtoyée de deux doubles cotices potencées et contre-potencées d’or, au chef d’azur chargé de trois fleurs de lis d’or, au 2e de gueules au saint à mi-corps d’or tenant un livre du même chargé d’une croisette latine de gueules, au chef de sinople chargé de deux épis de blé d’or passés en sautoir. |
| Blason de Saint-Parres-aux-Tertres | Détails | Le statut officiel du blason reste à déterminer. |

| Blason de Saint-Parres-lès-Vaudes | Blason  | Écartelé : au 1er et au 4e d'azur à la bande d’argent, accostée de deux cotices potencées et contre-potencées d'or, au 2e de sinople aux deux poissons adossés d'argent, au 3e d'argent aux quatre fasces ondées de sinople, sur le tout d'argent à l'épi de blé soudé d'or. |
| Blason de Saint-Parres-lès-Vaudes | Détails | Le statut officiel du blason reste à déterminer. |

| Blason de Sainte-Maure | Blason  | Parti : au 1er d'azur à la roue de moulin d'argent posée sur une rivière du même et au chef cousu* de sinople chargé de deux épis de blé, tigés et feuillés d'or, passés en sautoir, au 2e d'or à sainte Maure de Troyes, contournée, à mi-corps et lisant un livre, d'azur, chargée en pointe d'une croix d'argent, et au chef d'azur chargé d'une étoile d'argent. |
| Blason de Sainte-Maure | Détails | Le statut officiel du blason reste à déterminer. |

| Blason à dessiner | Blason  | D'azur à la jumelle ondée haussée d'argent, surmontée de trois épis de blé tigés, feuillés et empoignés d'or et accompagnée en pointe de l'église du lieu d'argent ouverte, ajourée et essorée de sable. |
| Blason à dessiner | Détails | Le statut officiel du blason reste à déterminer. |

| Blason de Saint-Phal | Blason  | D'or à la croix ancrée de sinople, au franc-canton de gueules chargé de la tête de Jeanne d'Arc, contournée d'argent. |
| Blason de Saint-Phal | Détails | Le statut officiel du blason reste à déterminer.                                                                      |

| Blason à dessiner | Blason  | Parti: au 1 d'or à l'ombre de saint Thibault à cheval, au 2 d'azur à la bande d'argent côtoyée de deux jumelles potencées imbriquées intérieurement d'or; enté voûté en pointe d'argent chargé de trois épis empoignés d'or; au chef d'argent chargé de deux burelles ondées d'azur. |
| Blason à dessiner | Détails | Le statut officiel du blason reste à déterminer. |

| Blason de Saint-Usage | Blason  | Tiercé en pairle renversé: au 1) de gueules à deux colonnes d'argent, au 2) d'azur au chêne d'or, au 3) d'argent au cep de vigne de tenné, feuillé de sinople, fruité de pourpre et au tuteur de sable. |
| Blason de Saint-Usage | Détails | Adopté le 24 avril 2024. Auteur(s)J-F Binon. |

| Blason de Sainte-Savine | Blason  | Tranché d'azur et d'or, à la bande d'argent brochant sur la partition, chargée de trois croisettes pattées de gueules posées à plomb, côtoyée de deux doubles cotices potencées et contre-potencées, accompagnée de deux colombes posées en barre, l'une montant vers le chef, l'autre fondant vers la pointe, le tout de l'un en l'autre. |
| Blason de Sainte-Savine | Détails | Le statut officiel du blason reste à déterminer. |

| Blason de Saulcy | Blason  | D'argent à la crosse d'or* adextrée d'une grappe de raisin d'azur feuillée de deux pièces de sinople, senestrée d'un bouquet de deux épis de blé du même et côtoyée en pointe de deux feuilles de saule de sinople celle de dextre posée en bande et celle de senestre en barre, au chef d'azur à la fasce augmentée d'or chargée d'une double burelle potencée et contre-potencée d'azur. |
| Blason de Saulcy | Détails | * Il y a là non-respect de la règle de contrariété des couleurs : ces armes sont fautives (or sur argent). Le statut officiel du blason reste à déterminer. |

| Blason de Semoine | Blason  | Tiercé en pairle renversé : au 1er d'azur à la bande d'argent côtoyée de deux doubles cotices potencées et contre-potencées d'or, au 2e de gueules à deux clés d'or passées en sautoir et à une épée basse d'argent brochante, au 3e de sinople à la fasce ondée d'argent et à trois épis de blé tigés, feuillés, empoignés et liés d'or brochant. |
| Blason de Semoine | Détails | Le statut officiel du blason reste à déterminer. |

| Blason de Sommeval | Blason  | D'or à la croix alésée engrêlée de sinople surmontée d'un loup de sable, langué et vilené de gueules. |
| Blason de Sommeval | Détails | Le statut officiel du blason reste à déterminer.                                                      |

| Blason de Soulaines-Dhuys | Blason  | D'azur au pont ancien d'argent, maçonné de sable, mouvant des flancs, soutenu d'une burelle ondée du même, accompagné en chef d'une fleur de lys d'or et en pointe d'une truite du même. |
| Blason de Soulaines-Dhuys | Détails | Le statut officiel du blason reste à déterminer. |

Pas d'information pour les communes suivantes : Saint-Aubin (Aube), Saint-Benoist-sur-Vanne, Saint-Benoît-sur-Seine, Saint-Christophe-Dodinicourt, Saint-Étienne-sous-Barbuise, Saint-Flavy, Saint-Hilaire-sous-Romilly, Saint-Léger-sous-Brienne, Saint-Léger-sous-Margerie, Saint-Loup-de-Buffigny, Saint-Martin-de-Bossenay, Saint-Mesmin (Aube), Saint-Nabord-sur-Aube, Saint-Nicolas-la-Chapelle (Aube), Saint-Pouange, Saint-Remy-sous-Barbuise, Salon (Aube), La Saulsotte, Savières, Soligny-les-Étangs, Souligny, Spoy (Aube)
- Haut – A
- B
- C
- D
- E
- F
- G
- H
- I
- J
- K
- L
- M
- N
- O
- P
- Q
- R
- S
- T
- U
- V
- W
- X
- Y
- Z

## T
| Blason de Thennelières | Blason  | D'azur à la barre d'argent côtoyée de deux doubles cotices potencées et contre-potencées d'or, accompagnée, à dextre d'un clocher aussi d'argent mouvant et à senestre d'un léopard aussi d'or. |
| Blason de Thennelières | Détails | Le statut officiel du blason reste à déterminer. |

| Blason de Torvilliers | Blason  | D'azur au chevron d'or accompagné en chef de deux tours d'or, et en pointe d'une grappe de raisin du même feuillée de sinople. |
| Blason de Torvilliers | Détails | Armes parlantes. (Tor/Tour) Le statut officiel du blason reste à déterminer.                                                   |

| Blason de Traînel | Blason  | De contre-vair au chef ondé d'or chargé d'un lion issant de gueules. |
| Blason de Traînel | Détails | Le statut officiel du blason reste à déterminer.                     |

| Blason de Troyes | Blason  | D'azur à la bande d'argent côtoyée de deux doubles cotices potencées et contre-potencées d'or de treize pièces, au chef cousu aussi d'azur chargé de trois fleurs de lis d'or. |
| Blason de Troyes | Détails | Le statut officiel du blason reste à déterminer. |

Pas d'information pour les communes suivantes : Thieffrain, Thil (Aube), Thors (Aube), Torcy-le-Grand (Aube), Torcy-le-Petit (Aube), Trancault, Trannes, Trouans, Turgy
- Haut – A
- B
- C
- D
- E
- F
- G
- H
- I
- J
- K
- L
- M
- N
- O
- P
- Q
- R
- S
- T
- U
- V
- W
- X
- Y
- Z

## U
Pas d'information pour les communes suivantes : Unienville, Urville (Aube)

## V
| Blason de Vallentigny | Blason  | Coupé mi-parti en chef, au 1 de gueules à un escarboucle d'or, au 2 d'argent à trois merlettes de gueules et au chef d'azur à l'étoile d'or, au 2e d'argent papelonné de gueules , chapé ployé de sinople à deux choux d'argent. |
| Blason de Vallentigny | Détails | Panneau d'affichage de la mairie, Google Street, 2010. |

| Blason de Vauchassis | Blason  | D'azur à la bande d'argent côtoyée de deux doubles cotices potencées et contre-potencées d'or, accompagnée en chef d'une quenouille de sable garnie aussi d’argent et en pointe d'une pomme aussi d'or tigée et feuillée de deux pièces de sinople; sur le tout de gueules à trois clefs d'argent. |
| Blason de Vauchassis | Détails | Le statut officiel du blason reste à déterminer. |

| Blason de Vauchonvilliers | Blason  | De sinople à un chevron versé d'argent chargé de deux lions affrontés de sable chargés chacun d'une étoile d'or entre trois annelets du même, le dit chevron entre deux doubles chevronnels potencés, contre-potencés et versé, accompagné en chef de sept épis de blés empoignés en éventail et en pointe d'une clé versée en bande à dextre et d'une épée basse posée en barre à senestre, tous d'or. |
| Blason de Vauchonvilliers | Détails | Adoptée en 2024. Auteur(s)J-F Binon. |

| Blason de Vaupoisson | Blason  | Tiercé en pairle renversé : au 1er d'azur à la bande d'argent côtoyée de deux doubles cotices potencées et contre-potencées, au 2e d'argent au lion de gueules armé, lampassé et couronné d'or, au 3e de sinople à l'épée basse d'argent garnie d'or et à la grappe de raisin pamprée du même brochant sur la lame de l'épée. |
| Blason de Vaupoisson | Détails | Le statut officiel du blason reste à déterminer. |

024.
| Blason de Vendeuvre-sur-Barse | Blason  | Parti : au 1er palé d'or et de gueules, au 2e burelé d'argent et d'azur, à trois chevrons de gueules brochant, le 1er écimé, le tout surmonté d'un chef d'azur soutenu d'une divise dentée en pointe d'argent et chargé d'un vase d'or accosté de deux roues dentées d'argent. |
| Blason de Vendeuvre-sur-Barse | Détails | Le caractère industriel de la ville est marqué par deux roues dentées qui symbolisent la fabrication des machines agricoles, par une poterie rappelant le travail de l’argile, et par une scie ou divise dentée qui symbolise le travail du bois à proximité de la forêt d’Orient. La ville a également fait figurer dans ses armes celles des familles qui ont successivement possédé la terre de Vendeuvre aux XVe et XVIe siècles : les Amboise (palé d’or et de gueules de six pièces), et les La Rochefoucauld (burelé d’argent et d’azur de dix pièces à trois chevrons de gueules, le premier écimé brochant sut le tout). Délibération du conseil municipal du 20 avril 1957. |

| Blason de Verrières | Blason  | D'or à la barre ondée d'azur accompagnée en chef d'une croix alésée pattée de gueules et en pointe d'un ours en pied de sable, au chef potencé et contre-potencé aussi d'azur rempli du champ. |
| Blason de Verrières | Détails | Le statut officiel du blason reste à déterminer. |

| Blason de Viâpres-le-Petit | Blason  | D'azur au chevron d'or accompagné en chef à dextre d'un râteau levé d'argent, en chef à senestre d'une vanette du même et en pointe d'une gerbe de blé aussi d'or, au chef ondé aussi d'argent. |
| Blason de Viâpres-le-Petit | Détails | Le statut officiel du blason reste à déterminer. |

| Blason de Villadin | Blason  | Taillé : au 1er de gueules au cruchon d'or, au 2e d'or au rameau de chêne de sinople posé en barre.                         |
| Blason de Villadin | Détails | Le cruchon évoque la tradition du travail de l'argile au village et le rameau de chêne représente la forêt. Adopté en 2006. |

| Blason de Ville-sous-la-Ferté | Blason  | Parti : au 1er de sable à la bande échiquetée d'argent et de gueules de deux tires, au 2e d'azur à la bande d'argent côtoyée de deux doubles cotices potencées et contre-potencées d'or. |
| Blason de Ville-sous-la-Ferté | Détails | Le statut officiel du blason reste à déterminer. |

| Blason de Villemaur-sur-Vanne | Blason  | D'argent aux trois têtes de Maure de sable tortillées d'argent. |
| Blason de Villemaur-sur-Vanne | Détails | Le statut officiel du blason reste à déterminer.                |

| Blason de Villemoyenne | Blason  | D'argent à la porte de ville fortifiée, l'ouverture du champ meublée d'un chevron accompagné de sept merlettes, deux rangées en barre en chef à dextre, deux rangées en bande en chef à senestre et trois mal ordonnées en pointe, le tout de gueules. |
| Blason de Villemoyenne | Détails | Le statut officiel du blason reste à déterminer. |

| Blason de Villenauxe-la-Grande | Blason  | D'azur au chef denché d'or chargé d'un lion léopardé de sable, armé et lampassé de gueules. |
| Blason de Villenauxe-la-Grande | Détails | Le statut officiel du blason reste à déterminer.                                            |

| Blason de La Villeneuve-au-Châtelot | Blason  | Coupé: au 1er d'azur à deux haches affrontées d'argent, emmanchées de gueules et posées en barre à dextre et en bande à senestre, au 2e d'argent à la poterie de sinople; le tout enfermé dans une bordure crénelée d'or. |
| Blason de La Villeneuve-au-Châtelot | Détails | Le statut officiel du blason reste à déterminer. |

| Blason de Villy-en-Trodes | Blason  | Tiercé en pairle renversé : au 1er d'azur à la bande d'argent côtoyée de deux doubles cotices potencées et contre-potencées d'or, au 2e d'or au gril de sable posé en pal, la poignée en bas, au 3e de gueules à la fasce ondée d'argent. |
| Blason de Villy-en-Trodes | Détails | La bande et les cotices pour le blason de la Champagne, le gril comme attribut de saint Laurent, l'onde pour la rivière voisine, la Boderonne. Adopté en 2016.                                                                            |

| Blason de Vinets | Blason  | Parti : au 1er de gueules à un crosseron d'argent, au 2e tranché au I d'or à une grappe de raisin de pourpre pamprée au naturel, au II de sinople à trois épis de blé tigés et feuillés d'or, empoignés et liés de gueules, posés en bande, à la cotice ondée d'azur brochant sur le tranché, au chef d'azur chargé d'une bande d'argent côtoyée de deux doubles cotices potencées et contre-potencées d'or. |
| Blason de Vinets | Détails | Le statut officiel du blason reste à déterminer. |

| Blason de Virey-sous-Bar | Blason  | D'argent maçonné de sable, à la cotice ondée en barre d'azur, au chef de sinople chargé de trois bobines d'or avec leur fil de sable. |
| Blason de Virey-sous-Bar | Détails | Adopté . |

| Blason de Viviers-sur-Artaut | Blason  | Parti : au 1er d'argent au cep de vigne au naturel sur un échalas de sable, au 2e d'azur à la bande d'argent côtoyée de deux cotices potencées et contre-potencées d'or. |
| Blason de Viviers-sur-Artaut | Détails | Adopté . |

| Blason de Voigny | Blason  | D'azur aux trois flammes d'or en pal mouvant de la pointe, au chef échiqueté d'argent et de gueules de deux tires. |
| Blason de Voigny | Détails | Le statut officiel du blason reste à déterminer.                                                                   |

| Blason de Vosnon | Blason  | D'azur au chevron d'argent accompagné en chef de deux glands renversés du même feuillés de sinople, celui de dextre posé en barre, celui de senestre en bande et en pointe d'une tête de loup arrachée aussi d'argent, au chef d'or chargé de trois pommes de gueules feuillées de sinople. |
| Blason de Vosnon | Détails | Le statut officiel du blason reste à déterminer. |

Pas d'information pour les communes suivantes : Vailly (Aube), Val-d'Auzon, Vallant-Saint-Georges, Vallières (Aube), Vanlay, Vaucogne, Vaudes, La Vendue-Mignot, Vernonvilliers, Verpillières-sur-Ource, Verricourt, Villacerf, La Ville-aux-Bois, Ville-sur-Arce, Ville-sur-Terre, Villechétif, Villeloup, Villemereuil, Villemoiron-en-Othe, Villemorien, Villeneuve-au-Chemin, La Villeneuve-au-Chêne, Villeret (Aube), Villery, Villette-sur-Aube, Villiers-Herbisse, Villiers-le-Bois, Villiers-sous-Praslin, Villy-le-Bois, Villy-le-Maréchal, Vitry-le-Croisé, Voué, Vougrey, Vulaines
- Haut – A
- B
- C
- D
- E
- F
- G
- H
- I
- J
- K
- L
- M
- N
- O
- P
- Q
- R
- S
- T
- U
- V
- W
- X
- Y
- Z

## Y
| Blason de Yèvres-le-Petit | Blason  | D'or au pairle de gueules; au chef parti au 1er d'azur à la bande d'argent chargée d'une palme de sinople et côtoyée de deux doubles cotices potencées contre potencées d'or, au 2e de sinople à sept épis de blé empoignés en éventail et liés d'or. |
| Blason de Yèvres-le-Petit | Détails | Le statut officiel du blason reste à déterminer. |